# Kiellinie (Kanu)
Die Kiellinie bei einem Kanu ist eine am Bootsboden vom Bug zum Heck verlaufende Linie. Die Kiellinie ist beim Kanu die Bezugsbasis für Aussagen zur Symmetrie und Kielsprung.

## Kiel
Kanus benötigen aufgrund ihrer Bauweise keinen Kiel wie andere Wasserfahrzeuge. Die Geometrie der Rumpfform richtet sich aber auch bei diesen Booten an der Längsachse aus. Deshalb hat sich im Kanusport der Begriff Kiellinie etabliert.

### Beschaffenheit
Bei Kanus aus modernen Materialien wie z. B. PE oder Royalex handelt es sich dabei um eine imaginäre Linie. Bei der Verwendung anderer Materialien wie z. B. Holz, oder bei Booten die aus zwei Halbschalen (GfK oder Aluminium) zusammengesetzt werden, ist die Kiellinie als konstruktives Merkmal deutlich erkennbar. 
Eine geometrisch ausgeprägte Kiellinie wird auch z. B. bei Kanadiern im unteren Preissegment oder bei Seekajaks verwendet, um die Richtungsstabilität zu verbessern. Bei den Kanadiern werden dann auch gerne zusätzliche, zur Kiellinie parallel verlaufende Kielleisten am Bootsboden angebracht.